# 1. Lig 2009-2010
La 1. Lig 2009-2010 è la 5ª edizione del campionato di football americano di primo livello, organizzato dalla TBSF.

## Squadre partecipanti
| Club                | Città    | Stadio | Sponsor ufficiale | Risultato nella stagione 2008-2009 |
| ------------------- | -------- | ------ | ----------------- | ---------------------------------- |
| Ankara Cats         | Ankara   |        |                   |                                    |
| Boğaziçi Sultans    | Istanbul |        |                   |                                    |
| Gazi Warriors       | Ankara   |        |                   |                                    |
| Hacettepe Red Deers | Ankara   |        |                   |                                    |
| Istanbul Cavaliers  | Istanbul |        |                   |                                    |
| Istanbul Tigers     | Istanbul |        |                   |                                    |
| ODTÜ Falcons        | Ankara   |        |                   |                                    |
| Yıldız Stallions    | Istanbul |        |                   |                                    |

## Stagione regolare

### Calendario

#### 1ª giornata
| 13 ottobre 2009 | Ankara Cats | 20 – 24 | ODTÜ Falcons |  |

| 13 ottobre 2009 | Hacettepe Red Deers | 16 – 36 | Gazi Warriors |  |

| 13 ottobre 2009 | Istanbul Tigers | 9 – 36 | Istanbul Cavaliers |  |

| 13 ottobre 2009 | Yıldız Stallions | 7 – 20 | Boğaziçi Sultans |  |

#### 2ª giornata
| 25 ottobre 2009 | Gazi Warriors | 50 – 30 | Ankara Cats |  |

| 25 ottobre 2009 | Istanbul Tigers | 6 – 14 | Boğaziçi Sultans |  |

| 25 ottobre 2009 | Istanbul Cavaliers | 14 – 12 | Hacettepe Red Deers |  |

| 25 ottobre 2009 | Yıldız Stallions | 0 – 7 | ODTÜ Falcons |  |

#### 3ª giornata
| 14 novembre 2009 | Boğaziçi Sultans | 32 – 21 | ODTÜ Falcons |  |

| 14 novembre 2009 | Istanbul Tigers | 26 – 16 | Hacettepe Red Deers |  |

| 15 novembre 2009 | Istanbul Cavaliers | 32 – 6 | Ankara Cats |  |

| 15 novembre 2009 | Yıldız Stallions | 0 – 27 | Gazi Warriors |  |

#### 4ª giornata
| 12 dicembre 2009 | Istanbul Cavaliers | 30 – 6 | Yıldız Stallions |  |

| 13 dicembre 2009 | Boğaziçi Sultans | 12 – 19 | Gazi Warriors |  |

| 13 dicembre 2009 | Hacettepe Red Deers | 0 – 8 | Ankara Cats |  |

| 13 dicembre 2009 | ODTÜ Falcons | 14 – 21 | Istanbul Tigers |  |

#### 5ª giornata
| 20 febbraio 2010 | Boğaziçi Sultans | 0 – 22 | Istanbul Cavaliers |  |

| 20 febbraio 2010 | Hacettepe Red Deers | 30 – 8 | Yıldız Stallions |  |

| 21 febbraio 2010 | Istanbul Tigers | 1 – 0 | Ankara Cats |  |

| 21 febbraio 2010 | ODTÜ Falcons | 12 – 30 | Gazi Warriors |  |

#### 6ª giornata
| 6 marzo 2010 | Hacettepe Red Deers | 6 – 20 | Boğaziçi Sultans |  |

| 6 marzo 2010 | Ankara Cats | 19 – 0 | Yıldız Stallions |  |

| 7 marzo 2010 | ODTÜ Falcons | 20 – 8 | Istanbul Cavaliers |  |

| 7 marzo 2010 | Gazi Warriors | 44 – 34 | Istanbul Tigers |  |

#### 7ª giornata
| 27 marzo 2010 | ODTÜ Falcons | 38 – 20 | Hacettepe Red Deers |  |

| 27 marzo 2010 | Ankara Cats | 12 – 36 | Boğaziçi Sultans |  |

| 27 marzo 2010 | Gazi Warriors | 36 – 42 | Istanbul Cavaliers |  |

| 28 marzo 2010 | Istanbul Tigers | 20 – 14 | Yıldız Stallions |  |

### Classifica
Le classifiche della regular season sono le seguenti:
- PCT = percentuale di vittorie, G = partite giocate, V = partite vinte,  P = partite perse, PF = punti fatti, PS = punti subiti

| Pos. | Squadra             | PCT  | G | V | N | P | PF  | PS  |
| ---- | ------------------- | ---- | - | - | - | - | --- | --- |
| 1    | Istanbul Cavaliers  | .857 | 7 | 6 | 0 | 1 | 184 | 89  |
| 2    | Gazi Warriors       | .857 | 7 | 6 | 0 | 1 | 242 | 146 |
| 3    | Boğaziçi Sultans    | .714 | 7 | 5 | 0 | 2 | 134 | 93  |
| 4    | Istanbul Tigers     | .571 | 7 | 4 | 0 | 3 | 117 | 138 |
| 5    | ODTÜ Falcons        | .571 | 7 | 4 | 0 | 3 | 136 | 131 |
| 6    | Ankara Cats         | .286 | 7 | 2 | 0 | 5 | 95  | 143 |
| 7    | Hacettepe Red Deers | .143 | 7 | 1 | 0 | 6 | 100 | 150 |
| 8    | Yıldız Stallions    | .000 | 7 | 0 | 0 | 7 | 35  | 153 |

## Playoff

### Tabellone
|  | Quarti di finale | Quarti di finale | Quarti di finale |                  |    | Semifinali         | Semifinali         | Semifinali |  |  | V Final | V Final | V Final |  |
|  |                  |                  |                  |                  |    |                    |                    |            |  |  |         |         |         |  |
|  |                  |                  |                  |                  |    | 1                  | Istanbul Cavaliers | 43         |  |  |         |         |         |  |
|  |                  |                  |                  |                  |    | 1                  | Istanbul Cavaliers | 43         |  |  |         |         |         |  |
|  |                  |                  | 5                | ODTÜ Falcons     | 14 |                    |                    |            |  |  |         |         |         |  |
|  | 4                | Istanbul Tigers  | 5                | ODTÜ Falcons     | 14 | 6                  |                    |            |  |  |         |         |         |  |
|  | 4                | Istanbul Tigers  |                  |                  |    |                    |                    |            |  |  |         |         |         |  |
|  | 5                | ODTÜ Falcons     | 24               |                  |    |                    |                    |            |  |  |         |         |         |  |
|  | 5                | ODTÜ Falcons     | 24               |                  | 1  | Istanbul Cavaliers | 18                 |            |  |  |         |         |         |  |
|  |                  |                  |                  |                  |    |                    |                    |            |  |  |         |         |         |  |
|  |                  |                  | 2                | Gazi Warriors    | 13 |                    |                    |            |  |  |         |         |         |  |
|  |                  |                  |                  | Gazi Warriors    | 13 |                    |                    |            |  |  |         |         |         |  |
|  |                  |                  |                  |                  |    |                    |                    |            |  |  |         |         |         |  |
|  |                  |                  |                  |                  |    |                    |                    |            |  |  |         |         |         |  |
|  |                  | 2                | Gazi Warriors    | 33               |    |                    |                    |            |  |  |         |         |         |  |
|  |                  |                  |                  | 33               |    |                    |                    |            |  |  |         |         |         |  |
|  |                  |                  | 3                | Boğaziçi Sultans | 8  |                    |                    |            |  |  |         |         |         |  |
|  | 3                | Boğaziçi Sultans | 3                | Boğaziçi Sultans | 8  | 24                 |                    |            |  |  |         |         |         |  |
|  | 3                | Boğaziçi Sultans |                  |                  |    |                    |                    |            |  |  |         |         |         |  |
|  | 6                | Ankara Cats      | 22               |                  |    |                    |                    |            |  |  |         |         |         |  |

### Wild Card
| 10 aprile 2010 | Boğaziçi Sultans | 24 – 22 | Ankara Cats |  |

| 11 aprile 2010 | Istanbul Tigers | 6 – 24 | ODTÜ Falcons |  |

### Semifinali
| 1º maggio 2010 | Gazi Warriors | 33 – 8 | Boğaziçi Sultans |  |

| 2 maggio 2010 | Istanbul Cavaliers | 43 – 14 | ODTÜ Falcons |  |

### V Final
| 23 maggio 2010 | Istanbul Cavaliers | 18 – 13 | Gazi Warriors |  |

## Verdetti
- Istanbul Cavaliers Campioni della Turchia 2009-2010